# إعراب القرآن
علم إعراب القرآن يقول صاحب أبجد العلوم، وهي من فروع علم التفسير على ما في: مفتاح السعادة لكنه في الحقيقة هو: من علم النحو وعده علمًا مستقلا ليس كما ينبغي وكذا سائر ما ذكره السيوطي في: الإتقان من الأنواع فإنه عد علوما ثم ذكر ما يجب على المعرب مراعاته من الأمور التي ينبغي أن تجعل مقدمة لكتاب إعراب القرآن ولكنه أراد تكثير العلوم والفوائد.

## نشأة علم إعراب القرآن
نشأ علم النحو أساسًا خدمة للقرآن الكريم، فقال في ذلك الرافعي:
| إعراب القرآن | فلا نجد من رجل روى أو صنف أو أملى في فنٍ من فنون الآداب أول عهدهم بذلك إلا خدمةً للقرآن الكريم، ثم استقلب الفنون بعد ذلك. | إعراب القرآن |

وقد ظهر إعراب القرآن مبكرًا، بعدما بدأ يظهر اللحن في ألسن العامة بعد الفتوحات الإسلامية، ذلك أن اللحن في القرآن أو الإخلال في أدائه هو تحريفٌ لكلام الله عن مواضعه.
وقد سلك إعراب القرآن الأطوار التالية:
1. اللحن وإعراب القرآن: فكانت ألسنة العرب في جاهليتها صحيحة، لا يساورها ضعف ولا هجنة. ثم ظهر اللحن مع كتائب الفاتحين وظهور جيل من المولودين العرب.[5] وجعل علماء القرآن اللحن في القرآن على قسمين[6]، الأول هو اللحن الخفي، وهو الخطأ في ضبط الحروف، فلا يوفيها حقها، والثاني هو اللحن الجلي، وهو الخطأ في الإعراب، فيرفع المنصوب مثلًا.
2. نقط الإعراب (الحركات): فالخط العربي كان خاليًا من النقط، فلما دخل اللحن على اللغة العربية ا حتاج المسلمون ما يرفعون به اللبس الحاصل باللحن. فأول ما وضع دفعًا للحن هو نقط الإعراب، ووضعه على الأرجح من الأقوال أبو الأسود الدؤلي.[7]
3. نقط الإعجام (نقط الحروف): وقد وضعت بعد فشو اللحن بصورة أكبر عن ذي قبل.[8] وقام بذلك يحيى بن يعمر ونصر بن عاصم الليثي بناءً على طلب عبد الملك بن مروان.
4. النحو وإعراب القرآن الكريم: قال ابن السلام:[9] | إعراب القرآن | وكان أول من أسس العربية، وفتح بابها، وأنهج سبيلها ووضع قياسها: أبو الأسود الدؤلي... | إعراب القرآن | فمع بدأ الحركات بدأ الإعراب. ثم أخذ يستقل النحو عن ذلك.

5. معاني القرآن: فجاء في كتاب الإعراب والاحتجاج للقراءات:
| إعراب القرآن | والذي يجمع بين كتب المعاني في الجملة هو كونها موضوعة لبيان ما يظن أنه محتاج إلى البيان من الألفاظ الغريبة، أو الأعاريب المشكلة، أو التصاريف العويصة أو الأساليب الغامضة، أو توجيهات القراءات، أو أسباب نزول الآيات، أو غير ذلك من مختلف الموضوعات | إعراب القرآن |

## فوائد تعلم إعراب القرآن
- الفائدة الأولى: به يُقرأ كتابُ الله كما أنزل، ويصان عن اللحن والخطأ.
- الفائدة الثانية: أنه يعين على استنباط الأحكام الشرعية.
- الفائدة الثالثة: أنه يعين على توجيه القراءات، وحل مشكلاتها، وبيان عللها، وكشف معانيها.
- الفائدة الرابعة: يعين على معرفة علم الوقف والابتداء، وهو علم من أجل علوم القرآن، ولا يدركه حق الإدراك إلا من كان عالمًا بإعراب القرآن.

## أشهر كتب إعراب القرآن وأفضلها قديمًا وحديثًا

### قديمًا
وهي كثيرة، منها:
1. إعراب القرآن، لأبي علي بن المستنير.[12]
2. إعراب القرآن، لأبي عبيدة معمر بن المثنى.[13]
3. إعراب القرآن، للأخفش الأوسط.[14]
4. إعراب القرآن، لأبي حاتم السجستاني.[15]
5. إعراب القرآن، لابن قتيبة الدينوري.[16]
6. إعراب القرآن، لأبي العباس الشيباني.[17]
7. إعراب القرآن العظيم، شيخ الإسلام زكريا الأنصاري.
8. تفسير مشكل إعراب القرآن، للمعافى بن زكريا النهرواني.
9. غريب إعراب القرآن، لابن فارس، أبي الحسن أحمد بن فارس بن زكريا اللغوي.[18]
10. الذهب الإبريز في تفسير وإعراب بعض آي الكتاب العزيز[19]
11. استيعاب البيان في معرفة مشكل إعراب القرآن، لمحمد بن أبي العافية.
12. البيان في إعراب القرآن، للطلمنكي.[20]
13. الملخص في إعراب القرآن، للخطيب التبريزي.
14. الفريد في إعراب القرآن المجيد، للمنتجب الهمذاني.
15. البستان في إعراب مشكلات القرآن.
16. مختصر الدر المصون في علوم الكتاب المكنون، للتواني.[21]
17. معاني القرآن وإعرابه للزجاج.
18. إعراب القرآن للنحاس.
19. التبيان في إعراب القرآن للعكبري.
20. الدر المصون للسمين الحلبي.
21. إعراب القرآن الكريم، لجلال الدين السيوطي.
22. إعراب القرآن المنسوب إلى الزجاج، لابو إسحاق إبرهيم بن محمد بن السري بن سهل الزجاج البغدادي. تحقيق: إبراهيم الإبياري.
23. إعراب القرآن، أبو بكرالنحاس احمد بن محمد بن إسماعيل بن يونس المرادي، تحقيق: الشيخ خالد العلي.
24. إعراب القرآن، أبو بكرالنحاس احمد بن محمد بن إسماعيل بن يونس المرادي، تحقيق: زهير غازي زاهر.

### حديثاً
وهي كثيرة، منها:
1. الجدول في إعراب القرآن وصرفه وبيانه، لمحمود صافي.
2. الإعراب المفصل لكتاب الله المرتل، لبهجت عبد الواحد.
3. إعراب القرآن الكريم وبيانه، لمحيي الدين درويش.
4. إعراب القرآن، لمحمد جعفرالشيخ إبراهيم الكرباسي.
5. إعراب القرآن الكريم، لأحمد عبيد عبيد الدعاس وإسماعيل محمود القاسم وأحمد محمد حميدان.
6. إعراب القرآن الكريم، أ.عبد الله علوان وأ. محمد سنبل وأ.جاد العرب وأ.خالد الخولي وأ.صبري عبد العظيم وأ. السيد فرج.
7. إعراب القرآن الكريم، لمحمود سليمان ياقوت.
8. إعراب القرآن الكريم، لمحمد محمود القاضي.
9. إعراب القرآن الكريم الميسر، لمحمد الطيب الإبراهيم.
10. إعراب القرآن الكريم وبيانه معانيه، لمحمد حسن عثمان.

وأغلب هذه الكتب القديمة والحديثة في إعراب القرآن موجودة في الشبكة العنكبوتية ويوجد بعض التطبيقات المخصصة لذلك بمسمّى إعراب القرآن الكريم.

## ضوابط إعراب القرآن الكريم
وهي أصناف:
أ- ضوابط المعنى:
1. أن يفهم معنى ما يريد إعرابه مفردًا أو مركبًا.
2. التمسك بصحة المعنى.
3. توافق الإعراب مع معهود العرب بالخطاب.
4. النظر للسياق في مواضع احتمال اختلاف الإعراب.

ب- ضوابط الرسم والقراءات:
1. يرجع إلى الوجه الإعرابي الموافق لرسم المصحف.
2. القول الخارج عن رسم المصحف مردود.
3. لا يجوز رد القراءة بالإعراب إن ثبتت.
4. لا تُفضل قراءة متواترة على مثلها بالإعراب.
5. ما تواتر قراءة يخرج عل وجه إعرابي قوي.
6. الإفصاح عما جاز لغةً، أو جاء شاذًا، ولم ينقل تواترًا.

ت- ضوابط الصناعة الإعرابية:
1. مراعاة صحة المعنى.
2. تجنب تخريج ما لم يثبت في العربية.
3. أن يوجه إعراب الكلمة على الوجه القوي الغالب لا على الوجه الشاذ أو الضعيف.
4. استيفاء الأوجه التي يحتملها اللفظ.
5. مراعاة الشروط حسب الأبواب.
6. التأمل عند ورود الشبهات.
7. ما لا يتطلب تأويلًا أولى مما يتطلبه.
8. مراعاة ما يشاكل التراكيب.
9. الحمل على التأسيس أولى من التأكيدز
10. موافقة أدلة الشرع.

## الخطوات التي يجب اتباعها في الإعراب
وهي:
1. تحديد نوع الكلمة.
2. بيان حكم الكلمة من حيث الإعراب والبناء.
3. بيان نوع الإعراب أو البناء وسببهما.
4. بيان علامة الإعراب وسببها.
5. بيان محل الجملة من الإعراب.

## إرشادات لتسهيل الإعراب
وهي:
1. مراجعة القواعد النحوية النظرية؛ لأن الإعراب التطبيقي مبني على فهم هذه القواعد والتدرّب على الإعراب، والاستمرار على ذلك.
2. حصر الأبواب التي تُعرب بعلامات فرعية، وفهمها واستحضارها.
3. حصر القواعد الكلية وفهمها واستحضارها، وهذا من شأنه تسهيل الإعراب، فمثلاً:

- الحروف كلها مبنية، ولا محل لها من الإعراب.
- الضمائر كلها مبنية، نحو: هو، هي، أنت.
- أسماء الأفعال كلها مبنية، نحو: صه، مه، هيهات.
- الأفعال الماضية كلها مبنية.
- أفعال الأمر كلها مبنية.
- كل اسم لا بد أن يكون له محل من الإعراب